# 二分法
二分法(dichotomy）指的是将一个整体事物分割成两部分。也即是说，这两部分必须是互補事件，即所有事物必须属于雙方中的一方，且互斥，即没有事物可以同时属于雙方。

## 用法与事例
- 邏輯上的假兩難推理
- 心理學上的二分法
- 二元論